# 마젠토
마젠토(Magento)는 오픈소스 이커머스 플랫폼이다. 개발언어는 PHP이다. 전 세계적으로 25 만 명이 넘는 가맹점이 Magento Commerce 플랫폼을 사용하고 있으며 이는 전체 시장 점유율의 약 30 %를 차지한다.

## 역사
2011년 이베이가 마젠토를 인수한 것으로 알려졌다. 이베이는 2010년 이미 마젠토의 지분 49%를 취득했다는 것도 같이 알려졌다.
2015년 마젠토는 다시 이베이로부터 독립했다. 새로운 주인은 사모펀드인 Permira이다.
2018년 5월 21일 어도비 (기업)(Adobe)는 16억 8천 달러에 마젠토를 인수하기로 최종 합의했음을 발표했다. 2018년 6월 19일 인수 절차가 마무리되었다.

## 제품
- 마젠토 오픈소스

Open Software License (OSL 3.0)을 따라 배포되는 오픈소스이다. 과거 제품명은 "Magento Community Edition"이다.
- 마젠토 커머스

PaaS(Platform as-a-Service) 기반 제품이며 과거 제품명은 "Magento Enterprise Cloud Edition"이다.
- 마젠토 커머스 On-Premise

과거 제품명은 Magento Enterprise Edition이다.
- 마젠토 주문관리(Order Management)

옴니채널을 가능하게 하는 주문관리, 재고관리 기능을 제공한다.